# 컬러라시주

주 문장

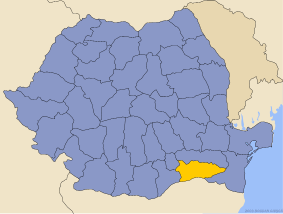
컬러라시 주의 위치

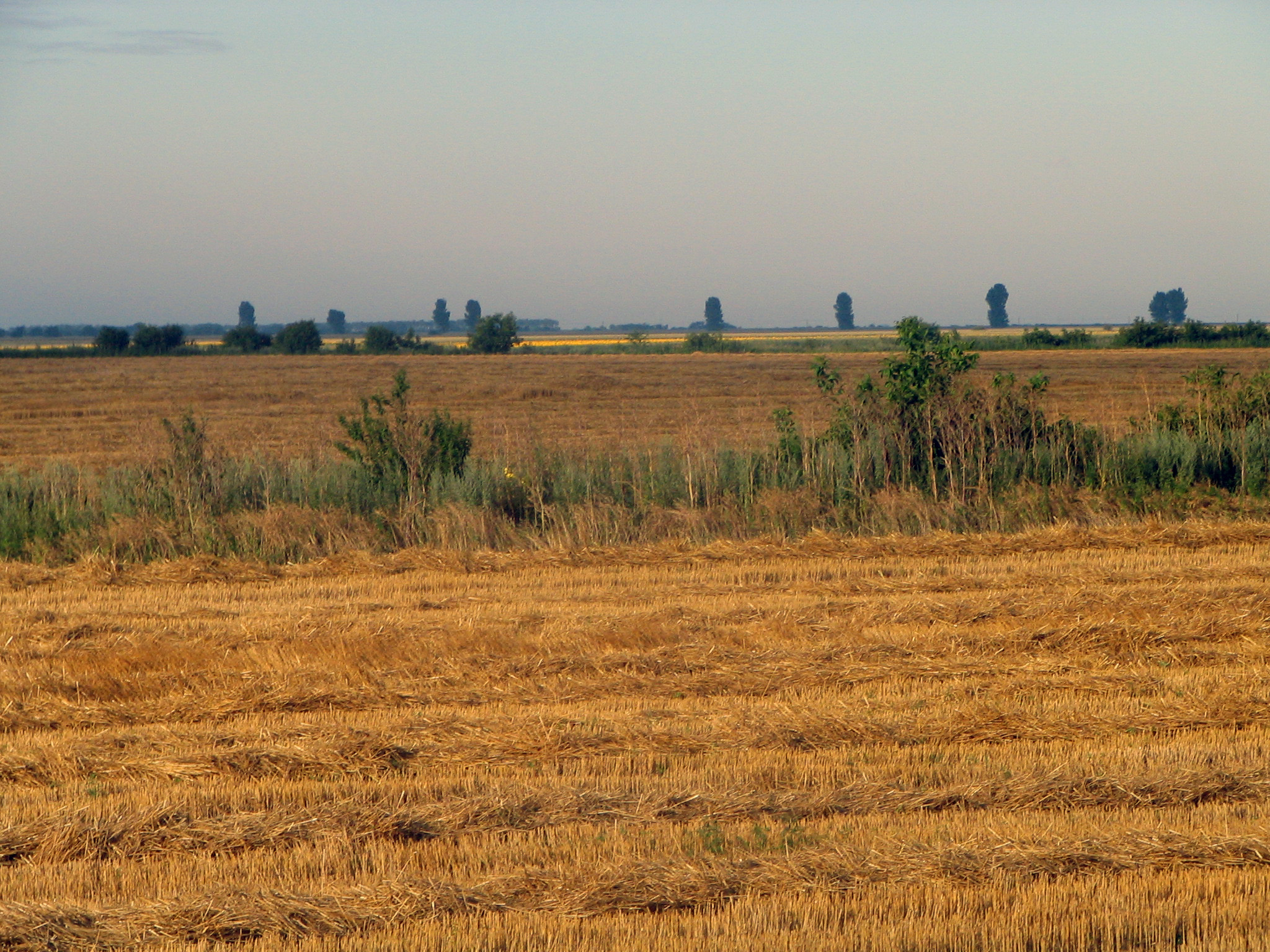
컬러라시 주의 풍경

컬러라시주(루마니아어: Judeţul Călărași)는 루마니아 남부 문테니아 지방에 위치한 주로, 주도는 컬러라시이며 면적은 5,088km2, 인구는 324,617명(2002년 기준), 인구 밀도는 64명/km2, ISO 3166-2 코드는 RO-CL이다. 주 남쪽과 동쪽으로는 다뉴브강 계곡이 흐르고 있고 동쪽으로는 콘스탄차 주, 서쪽으로는 일포브 주와 지우르지우 주, 북쪽으로는 이알로미차 주, 남쪽으로는 불가리아 실리스트라 주와 접한다.
2개 시와 3개 마을, 50개 지방 자치체를 관할한다. 주 전체 인구 가운데 95%는 루마니아인이며 로마인 등 소수 민족도 거주한다.